# Plaça de la Victòria (Bucarest)
La plaça de la Victòria (Piața Victoriei en romanès) és una plaça de Bucarest, capital de Romania.

## Situació
La plaça es troba al sector 1 de Bucarest. Hi arriba el carrer Kiseleff i el bulevard Aviatorilor al nord, els carrers Duiliu Zamfirescu i de París al nord-est, el boulevard Iancu de Hunedoara a l'est, el bulevard Lascăr Catargiu i l'avinguda de la Victòria al sud-est, el carrer Buzești al sud-oest, el bulevard Nicolae Titulescu a l'oest i el bulevard Ion Mihalache al nord-oest.

## Descripció
La plaça està envoltada amb grans edificis, que acostumen a tenir anuncis publicitaris a les teulades (quelcom força comú a Bucarest). És un barri de negocis, força actiu durant el dia, però bastant desert a partir del vespre.
Construït l'any 1937, el palau de la Victòria, se situa a un costat de la plaça i és la seu oficial del govern romanès. Davant de l'edifici comença el carrer Kiseleff i també el Museu nacional d'història natural «Grigore Antipa».
La plaça està comunicada per la parada Piața Victoriei del metro de la ciutat, on es creuen les línies 1 i 2.